# Provincia di Entre Ríos
La provincia di Entre Ríos è una delle 23 province argentine. Situata nella parte nord-orientale del Paese, Entre Ríos confina, partendo da ovest a sud e proseguendo in senso orario, con le province di Santa Fe, Corrientes, Uruguay, l'antica Provincia Orientale del Río de la Plata, e la Provincia di Buenos Aires. Il capoluogo è la città di Paraná.

## Geografia fisica
Come suggerisce il nome spagnolo, il cui significato letterale è "Tra i Fiumi", Entre Ríos è quasi un'isola fluviale, parte meridionale della Mesopotamia Argentina, compresa tra il fiume Paraná e il fiume Uruguay, delimitata a sud dal Río de la Plata. La provincia è prevalentemente pianeggiante, gli unici rilevi sono due creste che si sviluppano da nord a sud chiamate Cuchillas (coltelli) o "Lomadas" (dossi), o "Entrerrianas", che non superano i 300 metri di altezza.

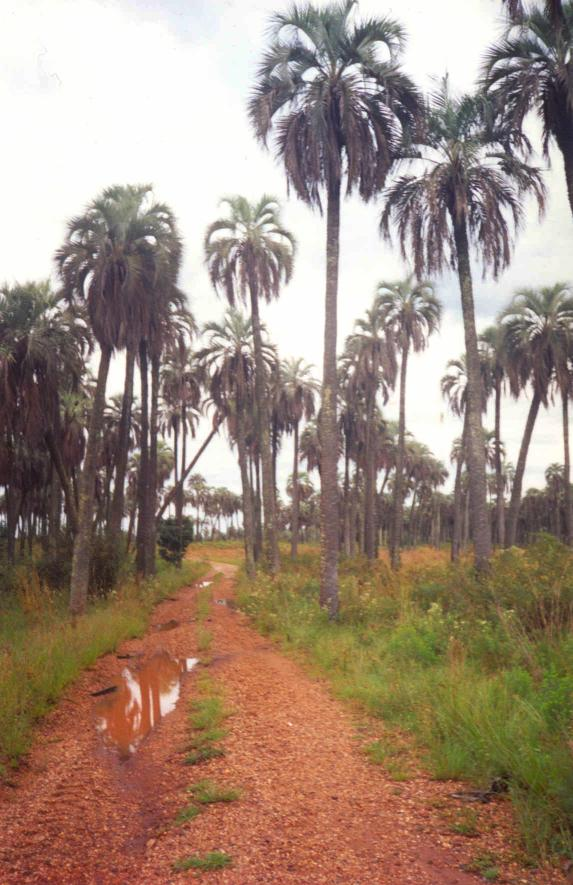
Il Parco nazionale di El Palmar di Colón.

## Clima
Grazie alla sua latitudine il clima è mite o temperato, ma causa l'influenza dei grandi fiumi provenienti da nord della Mesopotamia Argentina di cui fa parte la Provincia di Entre Ríos, le temperature sono generalmente più calde del normale rispetto a ciò che potrebbe suggerire il valore della latitudine.

## Flora
Fino agli inizi del XX secolo, la maggior parte di questa provincia era coperta da foreste e giungle chiamate insieme Selva de Montiel. Nella parte orientale si trovano boschi di palma Butia yatay la cui massima densità ed espressione si trova nel Parco nazionale Palmare di Colón.

## Storia
All'arrivo degli europei, spagnoli, nel XVI secolo, il territorio ancora selvatico di questa provincia era popolato da diverse etnie indoamericane di cacciatori-raccoglitori situate su un territorio scarsamente popolato, ma in guerra tra loro. Tra le diverse etnie possiamo citare i Charrúa, i Chaná, e, dal XV secolo, gli invasori Guaraní. Gli europei, principalmente spagnoli, imposero una Pax Ispanica, e, a partire dalla loro conquista, proliferò una popolazione creola chiamata gaucha. Dietro la data fattuale dell'indipendenza dell'Argentina, avvenuta il 25 maggio di 1810, il generale Manuel Belgrano consolidò l'indipendenza nell'unione con le altre province argentine nel 1811, ma, nel 1813, il centralismo della città di Buenos Aires stimolò tendenze federaliste guidate anche da José Artigas. Il principale caudillo entrerriano alleato di Artigas fu Francisco Ramírez, così questa provincia s'integrò alla chiamata della Lega Federale, ma nel momento in cui Artigas venne sconfitto dagli invasori luso-brasiliani e quando già il Brasile invadeva la capitale entrerriana di allora, Arroyo de la China Artigas volle impadronirsi della provincia di Entre Ríos, ma il suo antico fedele alleato Ramírez lo sconfisse nel 1820 nella Provincia orientale del Rio de la Plata, creando la Repubblica di Entre Ríos che abbracciava tutta l'estensione della Mesopotamia argentina. Tale "Repubblica" si manteneva come parte integrante delle Province Unite del Río de la Plata, nome ottativo per Argentina. Come prima José Artigas, anche Francisco Ramírez tentò di egemonizzare il territorio argentino, ma Ramírez fu sconfitto morendo in una scaramuccia avvenuta nel nordest della Provincia di Córdoba in Argentina. Tra il 1833 e 1853 la Provincia di Entre Ríos fece parte della Confederazione Argentina. Il suo caudillo  principale fu Justo José de Urquiza, che parve per due decenni fedele alleato al caudillo della città di Buenos Aires, Juan Manuel de Rosas. In realtà lo tradì con l'aiuto delle truppe brasiliane degli unitarios e delle truppe "colorate" "uruguaiane".Così Urquiza sconfisse e spodestò Rosas, divenendo il primo presidente costituzionale dell'Argentina. Tra il 1853 ed il 1861 la città di Paraná fu la capitale della Confederazione Argentina, per poi diventare capitale della provincia di Entre Ríos.
Dagli anni '70 del 1800, questa provincia, come la maggior parte delle altre province argentine, ricevette l'apporto di una forte immigrazione di agricoltori italiani e spagnoli, anche se si distinse dalle altre provincie grazie alla grande immigrazione di tedeschi del Volga e, in minore misura, di ebrei ashkenaziti e baschi "francesi"

## Bandiera
La bandiera è simile a quella argentina ma è attraversata da una striscia rossa dall'angolo superiore sinistro a quello inferiore destro ed è, al centro, priva del sole. Il rosso è il colore tradizionale del federalismo argentino, mentre la striscia rossa dimostra la posizione storicamente federalista di Entre Ríos. Fu la bandiera della Repubblica di Entre Ríos e quella dei Popoli liberi di Artigas ed è usata ufficialmente nella Repubblica Orientale dell'Uruguay dove è chiamata Bandera Federal Artiguista. Il caudillo entrerriano Eusebio Hereñú la innalzò sulle rive del Paraná nel 1815, con l'incorporazione della provincia alla Lega dei Popoli Liberi. Pascual Echagüe, nel 1833, la proclamò attraverso la Legislatura Provinciale, successivamente fu adottata dal Generale Francisco Ramírez come emblema della República de Entre Ríos.

## Amministrazione

### Dipartimenti
La provincia è divisa in 17 dipartimenti:
1. Colón (Colón)
2. Concordia (Concordia)
3. Diamante (Diamante)
4. Federación (Federación)
5. Federal (Federal)
6. Gualeguay (Gualeguay)
7. Gualeguaychú (Gualeguaychú)
8. Islas del Ibicuy (Villa Paranacito)
9. La Paz (La Paz)
10. Nogoyá (Nogoyá)
11. Paraná (Paraná)
12. San José de Feliciano (San José de Feliciano)
13. San Salvador (San Salvador)
14. Tala (Rosario del Tala)
15. Uruguay (Concepción del Uruguay)
16. Victoria (Victoria)
17. Villaguay (Villaguay)

### Comuni
L'organizzazione amministrativa del territorio di Entre Ríos è abbastanza complessa. Infatti solo nel novembre 2008 è entrata in vigore la nuova carta costituzionale provinciale, che suddivide il territorio in municipi e comuni: i lavori di organizzazione del territorio sono ancora in corso.
Precedentemente, il territorio era suddiviso in distretti, a loro volta suddivisi in comuni, di prima o seconda categoria, e centri rurali (Centro Rural de Población): ma i confini di queste entità amministrative non corrispondevano al territorio del distretto di appartenenza. Inoltre, fra i vari comuni vi sono porzioni di territorio non sottomesso ad alcuna giurisdizione municipale, i cui abitanti perciò sono privi di ogni assistenza e non possono usufruire dei servizi locali.